# Villa Arnò
Villa Arnó è una villa ottocentesca situata a Caselline nel comune di Albinea, in provincia di Reggio Emilia.

## Storia
Il complesso di Villa Arnó venne edificato alla fine Ottocento in stile neoclassico ad opera dell'architetto Pio Casoli (autore di molti progetti a Reggio Emilia), il quale si ispirò alla Rotonda del Palladio per questo progetto.
L'edificio sviluppa un volume compatto, su due piani, con un ingresso a quattro colonne di stile ionico che concludono una scalinata d'onore.
La villa comprende un parco di 22.000 metri quadrati, con piante ad alto fusto come querce, ippocastani, sequoie e gelsi. Un filare di gelsi si conserva presso l'ingresso della villa: gli alberi erano stati un tempo utilizzati per l'allevamento dei bachi da seta e la produzione locale di seta.